# Claude Estier
Claude Estier, né Claude Ezratty le 8 juin 1925 dans le 17e arrondissement de Paris et mort le 10 mars 2016 à Ivry-sur-Seine, est un journaliste et un homme politique français.

## Biographie

### Famille, jeunesse et formation
Il est le fils d'Henri Ezratty, sympathisant de la SFIO, et de Lucie Bemerbe. 
Il baigne dans une culture socialiste jusqu’à l’adolescence, où ses convictions se renforcent sous l’influence de ses professeurs Robert Verdier et Maurice Merleau-Ponty. 
Il fait ses classes au lycée Carnot puis à l'École libre des sciences politiques (section Économie privée, promotion 1946).

### Engagement
S'engageant dans la Résistance en 1942, il effectue des transports d'armes et de journaux à Lyon jusqu'en 1944. 
Chargé des rapports d’écoute de Radio Londres et de Radio Alger, il finit la guerre dans les FFI. Il devient alors, en 1945, adhérent de la SFIO. Il couvre le procès de Pétain pour Le Progrès de Lyon, puis, en 1946, il entre au Populaire. C'est pour un article sur Jules Moch, publié dans la Bataille socialiste, qu'il est exclu, fin 1947, du Populaire pour lequel il suivait la politique gouvernementale. Il milite en 1948 au Parti socialiste unitaire, où il rencontre, entre autres, Gilles Martinet et Pierre Stibbe. 
Hésitant entre l'adhésion au PCF et un simple compagnonnage de route, il assume sa sensibilité communisante et neutraliste quand il intègre le noyau originel de France Observateur. Il y joue alors un rôle important dans son service politique, tout en conservant son poste au Progrès de Lyon et en effectuant des piges à Libération. Se situant dans la mouvance anticonformiste, il est proche du cartel d'action des gauches indépendantes, comme de nombreux rédacteurs de France Observateur. Fervent soutien de la cause algérienne, il noue des liens avec les nationalistes algériens comme Ferhat Abbas. Cet engagement en faveur de l'indépendance de l'Algérie lui vaut une visite de la direction de la Surveillance du territoire (DST), qui, comme « formidable pièce à conviction », saisit une « collection de timbres soviétiques, dans une enveloppe en provenance de Moscou ». 
La crise de mai 1958 constitue une rupture majeure dans son itinéraire politique, dans la mesure où son antigaullisme l’amène à quitter Le Monde pour lequel il travaillait depuis 1955. En effet, en juin 1958, il apparaît comme le seul des rédacteurs du service politique (Raymond Barrillon (1921-1983), Georges Mamy, Alain Guichard (1918-2010)) à aller au bout de son opposition à l'attitude attentiste adoptée par Hubert Beuve-Méry face au nouveau pouvoir. Il amorce alors un rapprochement vers François Mitterrand, devient rédacteur en chef de Libération (en 1958), et continue sa collaboration à France Observateur.
Fin 1964, le titre du quotidien intitulé alors Libération disparaît. Parallèlement à son activité de journaliste, il rallie l'équipe de campagne de Mitterrand où il assure la liaison avec les communistes. Il est ainsi aux premiers rangs pour couvrir la candidature de Mitterrand, pour qui il surveille de près la ligne politique suivie par Le Nouvel Observateur. Lors de la campagne présidentielle, il s’oppose ainsi à Gilles Martinet à propos d'une « une » jugée trop défavorable à son candidat. 
Élu député aux élections législatives en 1967 face à Alexandre Sanguinetti, il cesse alors le journalisme. La prise de pouvoir mitterrandienne au PS en 1971 l’amène à se consacrer à l'hebdomadaire L'Unité.
Ensuite, il est réélu député (mai 1981), président de la commission des Affaires étrangères de l'Assemblée nationale de 1983 à 1986. Parallèlement, de 1981 à 1988, il participe à l'émission Vendredi Soir sur France Inter avec Jean d'Ormesson, Pierre Charpy et Roland Leroy. 
Par décret paru au Journal officiel du 11 septembre 1983, il perd son nom de naissance, Claude Ezratty.
En 1986, il est élu sénateur et devient, en 1988, président du groupe socialiste au Sénat. Il se présente ainsi plusieurs fois à la présidence du Sénat, mais échoue face aux candidats de la droite. Il reste président du groupe socialiste jusqu'à sa retraite, en septembre 2004. Il participe activement à la campagne de Lionel Jospin pour l'élection présidentielle de 2002.
Il se consacre ensuite à nouveau à la littérature en publiant plusieurs ouvrages politiques.
Une promenade porte son nom à Paris, dans le 18e arrondissement, le long de la « Petite Ceinture ».

### Agent supposé des services secrets communistes
Il aurait commencé par servir les services secrets tchécoslovaques puis ceux de l'URSS et de la Roumanie. 
En 1999, Vassili Mitrokhine, ancien archiviste du KGB, révèle les noms d'un certain nombre de Français qui auraient travaillé pour le KGB dont celui de Claude Estier . Celui-ci taxe alors ces révélations de « tissu d'inepties »,.
En 2016, selon L'Express, la déclassification d'archives en Roumanie révèle que Claude Estier aurait « entretenu des relations suivies » de 1982 à 1986, sous le nom de code Stanica, avec la Securitate, la police secrète de Nicolae Ceaușescu, afin d'influencer le gouvernement. Il aurait été recruté en février 1982 par un agent roumain en poste à Paris, Oros Popescu. Il aurait renseigné la dictature roumaine notamment sur la vision du gouvernement français à propos de la bombe à neutrons et sur les relations germano-américaines.
Raymond Nart (ex-directeur adjoint de la direction de la Surveillance du territoire (DST)), Jean-François Clair (ex-directeur adjoint de l'anti-terrorisme) et Michel Guérin (ex-chef de l'inspection générale de la DST) confirment, dans leur essai La DST sur le front de la guerre froide édité en novembre 2022, que la DST estime qu'il fut un agent soviétique, notamment grâce à des renseignements fournis spontanément par « un couple de dirigeants de la FGDS », la Fédération de la gauche démocrate et socialiste.

## Mandats
- Député de Paris de 1967 à 1968 et de 1981 à 1986.
- Conseiller de Paris de 1971 à 1989.
- Sénateur de Paris de 1986 à 2004.
- Membre de la commission des Affaires étrangères, de la Défense et des forces armées de l'Assemblée nationale de 1983 à 1986.
- Président du groupe socialiste au Sénat de 1988 à 2004.

## Publications
- Anne Hidalgo, maire de Paris (préf. Anne Hidalgo), Le Cherche midi, 2014.
- François Hollande : journal d'une victoire (préf. François Hollande), Paris, Le Cherche midi, 2012, 280 p. (ISBN 978-2-7491-2518-3).
- Journalistes engagés, Paris, Le Cherche midi, 2011, 335 p. (ISBN 978-2-7491-1776-8).
- J'en ai tant vu : mémoires, Paris, Le Cherche midi, 2008, 361 p. (ISBN 978-2-7491-0799-8).
- Un combat centenaire : 1905-2005 : histoire des socialistes français, Le Cherche midi, coll. « Documents », 2005 (ISBN 978-2-7491-0366-2).
- Dix ans qui ont changé le monde : journal 1989-2000, Bruno Leprince, 2000 (ISBN 978-2-909634-31-9).
- De Mitterrand à Jospin : trente ans de campagnes présidentielles, Stock, 1995 (ISBN 978-2-234-04537-8).
- Mitterrand Président : journal d'une victoire, Stock, 1981, 219 p. (ISBN 978-2-234-01506-7).
- La gauche hebdomadaire (1914-1962), Paris, Armand Colin, coll. « kiosque », 1962, 297 p.

## Décoration
- Chevalier de la Légion d'honneur